# Janine (Lied)
Janine ist ein Lied des deutschen Rappers Bushido, das auf seinem Album Von der Skyline zum Bordstein zurück enthalten ist und am 9. Februar 2007 als dritte Single des Albums veröffentlicht wurde. Thematisch setzt sich das Lied mit sexuellem Missbrauch Minderjähriger durch Mitglieder des Elternhauses auseinander. Janine erreichte in Deutschland Platz 23 der deutschen Singlecharts. Erneute mediale Aufmerksamkeit erlangte das Lied im Jahr 2010 als prominentes Beispiel einer Reihe von Bushido-Liedern, welche dem Urteil des Landgericht Hamburg nach auf unerlaubt verwendeten Melodien der französischen Neoklassik-Band Dark Sanctuary beruhten und entsprechend Urheberrechtsverletzungen darstellten. Das Lied durfte aus diesem Grund von 2010 bis 2021 nicht vertrieben werden.

## Inhalt
Im Text geht es um die gerade 14 Jahre alt gewordene Janine, die von ihrem Stiefvater vergewaltigt wird. Es stellt sich heraus, dass sie schwanger ist. Als sie im neunten Monat der Schwangerschaft das Kind im Keller ihrer Mutter bekommt, ist sie verzweifelt und „weiß nicht was sie machen soll, sie weiß nicht mehr, ob sie weinen oder lachen soll“. Sie hat Angst, von ihrem Stiefvater des Babys wegen geschlagen zu werden. Deswegen legt sie dieses vor einer Kirche ab und läuft weg. In der nächsten Zeit bereute sie jedoch, ihr Kind verlassen zu haben und schämte sich deswegen. Sie kämpft weiter, kommt aber mit den Fakten nie klar, sodass sie Suizid begeht: „Es ist Janine, vom Stiefvater entehrt, […] und sie erinnert sich zurück an ihr Kind, sie weiß nicht weiter, stellt sich einfach auf die Brücke und“. Nach dem „und“ beginnt der Refrain erneut, das „springt“ wird weggelassen.
Inspiriert wurde Bushido zu dem Song laut eigener Aussage durch einen Fernsehbericht über den realen Fall eines von ihrem Stiefvater sexuell missbrauchten Mädchens.

## Kontroverse
Da Bushido in Janine illegal das Lied Les Mémoires Blessées der französischen Neoklassik-Band Dark Sanctuary sampelte und darüber hinaus auf 15 weiteren Songs unerlaubt Melodien der Band verwendete, wurde Bushido 2010 vom Landgericht Hamburg zu 63.000 Euro Schadensersatz verurteilt. Darüber hinaus untersagte das Gericht den zukünftigen Vertrieb der Single und zehn weiterer CDs bzw. Sampler. Insbesondere betroffen war das Album Von der Skyline zum Bordstein zurück, auf welchem neben Janine noch sieben weitere vom Urteil umfasste Titel des Künstlers veröffentlicht worden waren. Auch auf Videoportalen wie YouTube durfte Janine seitdem nicht mehr veröffentlicht werden. Seit 2021 ist der Rechtsstreit beigelegt und die Lieder wieder erhältlich.

## Musikvideo
Das Musikvideo stellt den Liedtext dar. Es wird eine ältere Janine gezeigt, die sich zurück an die Zeit erinnert, in der sie von ihrem Stiefvater vergewaltigt und geschlagen wurde und ihr Baby aussetzte. Am Ende des Videos steht sie an einer Brücke, ist kurz davor, zu springen, entscheidet sich allerdings, im Gegensatz zum Text, doch anders und geht. Auf YouTube wurde das Video mit dem Song mit einem anderen Beat veröffentlicht.

## Kritik
Philipp Gässlein von laut.de meint, dass man in Janine ein „wahres Storytelling Bonbon“ zu hören bekomme. Auf dem Snippet sei der Titel gar nicht so „deep“, aber wenn man ihn ganz hören würde, bringe Bushido die „aussichtslose Situation“ sehr gut rüber. Das genialste am Song sei aber der Refrain mit der „Melodie und dann [der] flüsternden Zweitstimme von Bushido“. Das weggelassene „springt“ am Ende setze der Atmosphäre die Schleife auf.

## Chartplatzierungen
In Deutschland erreichte Janine Platz 23 der Single-Charts, in Österreich Platz 35. In Deutschland konnte der Song sich dabei neun, in Österreich sieben Wochen in den Charts halten.
| ChartsChartplatzierungen | Höchstplatzierung | Wochen |
| ------------------------ | ----------------- | ------ |
| Deutschland (GfK)        | 23 (9 Wo.)        | 9      |
| Österreich (Ö3)          | 35 (7 Wo.)        | 7      |